# Beatriz Ferrer-Salat Serra di Migni
Beatriz Ferrer-Salat Serra di Migni (n. 11 martie 1966, Barcelona, Catalonia, Spania) este o sportivă ce a reprezentat Spania, medaliată olimpică. A participat la 5 ediții ale Jocurilor Olimpice (1996, 2000, 2004, 2016, 2020) în care a câștigat o medalie de argint și o medalie de bronz.